# سایمون تری
سایمون تری (انگلیسی: Simon Terry; ۲۷ مارس ۱۹۷۴ – ۱۹ ژوئیهٔ ۲۰۲۱) کماندار اهل بریتانیا بود.